# نیکلا لوپز
نیکلا لوپز (فرانسوی: Nicolas Lopez‎؛ زادهٔ ۱۴ نوامبر ۱۹۸۰) شمشیرباز اهل فرانسه است.
وی همچنین برندهٔ جوایزی همچون لژیون دونور (شوالیه) شده‌است.